# 대청풍운
대청풍운(중국어 간체자: 大清风云, 清宫风云, 정체자: 大清風雲, 清宮風雲, 병음: Dà qīng fēng yún, Qīng gōng fēng yún 다칭펑윈, 칭궁펑윈[*], 한자음: 대청풍운, 청궁풍운)의 초기 청나라 시기 효장황태후와 도르곤, 순치제에 관한 이야기이다. 2006년 드라마로 제작되었다.

## 줄거리
명말 청초, 태종 황태극이 후계자를 정하지 않고 갑자기 붕어한다. 황위를 둘러싸고 조정은 태조 누르하치의 아들 도르곤과 황태극의 장자 호격으로 나뉜다. 우여곡절 끝에 도르곤은 섭정왕이 되고 그의 첫 사랑이자 황태극의 애첩인 장비의 아들 복림이 황제에 오르는데 그가 바로 순치황제다. 섭정왕이 된 도르곤은 옛 사랑의 결실을 맺기 위해 장비에게 청혼하지만 황제의 반대로 꿈을 이루지 못한다.
황위를 빼앗긴 호격은 도르곤을 암살할 계획을 세우다 사전에 발각되어 감옥에서 비참한 최후를 맞는다. 한편, 효장황후가 된 장비는 도르곤 일파에게 배척당한 범호정, 오배 같은 중신을 중용하여 자신의 세력을 키워 가는데...

## 등장 인물
- 효장황태후 대옥아 - 허청
- 예친왕(드라마에서는 섭정왕으로 나온다.) 도르곤 - 장풍의
- 순치제 복림 - 당이낙
- 홍타이지 - 장원
- 범호정 - 손순
- 색니 - 서보충
- 예친왕 아이신기오로 도도 - 이광결
- 영친왕 아제격 - 양립산
- 범호민(범호정의 형) - 왕회춘
- 소극살합 - 장호
- 소란 - 한효
- 오배 - 곽도
- 유광재(유공공) - 후정민
- 오랍대복진(효열무황후) - 도혜민